# Nationaal park Øvre Pasvik

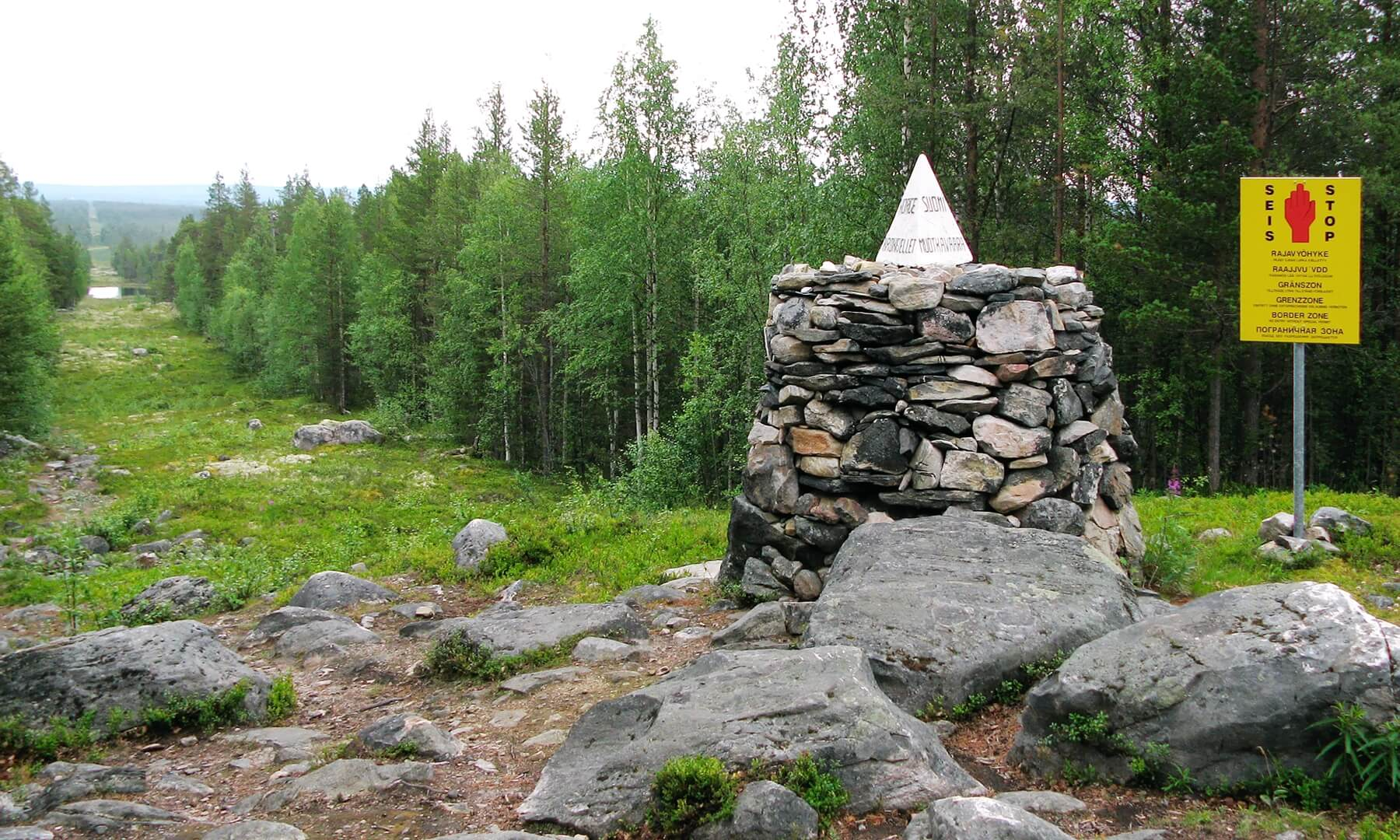
Het drielandenpunt Rusland-Noorwegen-Finland

Het nationaal park Øvre Pasvik (Noors: Øvre Pasvik nasjonalpark/ Samisch: Báhčaveaji álbmotmeahcci) ligt in het uiterste noorden van Noorwegen in de provincie Finnmark. Het nationaal park ligt volledig op het grondgebied van de gemeente Sør-Varanger. Het park werd opgericht in 1970 en had toen een oppervlakte van 63 km², in 2003 werd het park uitgebreid tot 119 km².

## Landschap
Het nationale park is een voortzetting van de taiga met de typische eindeloze naaldwouden met daartussen een groot aantal meertjes.

## Ligging en bereikbaarheid
Het park ligt in het zuiden van de gemeente Sør-Varanger en grenst aan Finland en Rusland. Het park is te bereiken via weg 885 van Kirkenes naar Nyrud waar de boswachterswoning zich bevindt.

## Externe links
